# Oral Fixation Vol. 2
Oral Fixation Vol. 2 je druhé anglicky nazpívané studiové album kolumbijské zpěvačky Shakiry, které vyšlo 29. listopadu 2005 u nahrávací společnosti Sony BMG. Celosvětově se alba prodalo přes 8 milionů kopií.

## Informace o albu
Oral Fixation Vol. 2 bylo vydáno 29. listopadu 2005 jako následník alba Fijación Oral vol. 1, které bylo vydáno 7. června 2005.
Shakira prohlásila, že tento titul vychází ze skutečnosti, že vždy žila pomocí svých úst. To je také důvod, proč se rozhodla o jménech pro alba (Fijación Oral Vol. 1 / Oral Fixation Vol. 2). Předloha pro obaly obou alb Oral Fixation byla inspirováno první ženou, Evou.
Album debutovalo na pátém místě v Billboard 200, ve Spojených státech se alba prodalo 128 000 kopií.

## Seznam písní

### 2005 (originální edice)
| 1.  | How Do You Do (text: Shakira, hudba: Shakira, Christy, Spock, Edwards)                                | 3:45 |
| 2.  | Don't Bother (text: Shakira, hudba: Shakira, Christy, Spock, Edwards)                                 | 4:17 |
| 3.  | Illegal (uvádějící: Carlos Santana, text: Shakira, hudba: Shakira, Mendez)                            | 3:53 |
| 4.  | The Day and the Time (uvádějící: Gustavo Cerati, text: Shakira, Aznar, hudba: Shakira, Cerati, Ochoa) | 4:22 |
| 5.  | Animal City (text: Shakira, hudba: Shakira, Ochoa)                                                    | 3:15 |
| 6.  | Dreams for Plans                                                                                      | 4:02 |
| 7.  | Hey You                                                                                               | 4:09 |
| 8.  | Your Embrace                                                                                          | 3:33 |
| 9.  | Costume Makes the Clown                                                                               | 3:12 |
| 10. | Something                                                                                             | 4:21 |
| 11. | Timor                                                                                                 | 3:32 |

### 2006(re-edice)
| 1.  | How Do You Do                                    | 3:45 |
| 2.  | Illegal (uvádějící: Carlos Santana)              | 3:53 |
| 3.  | Hips Don't Lie (uvádějící: Wyclef Jean)          | 3:41 |
| 4.  | Animal City                                      | 3:15 |
| 5.  | Don't Bother                                     | 4:17 |
| 6.  | The Day and the Time (uvádějící: Gustavo Cerati) | 4:22 |
| 7.  | Dreams for Plans                                 | 4:02 |
| 8.  | Hey You                                          | 4:09 |
| 9.  | Your Embrace                                     | 3:33 |
| 10. | Costume Makes the Clown                          | 3:12 |
| 11. | Something                                        | 4:21 |
| 12. | Timor                                            | 3:32 |

## Certifikace
| Hitparáda (2008)        | Poskytovatel | Certifikace | Prodej     |
| ----------------------- | ------------ | ----------- | ---------- |
| Argentinian Album Chart | CAPIF        | Platina     | 40 000     |
| Australia Album Chart   | ARIA         | Zlato       | 50 000     |
| Greek Album Chart       | IFPI         | Platina     | 40 000     |
| Austrian Album Chart    | IFPI         | Platina     | 20 000     |
| Canada Album Chart      | CRIA         | 2x Platina  | 200 000    |
| France Album Chart      | SNEP         | Platina     | 200 000+   |
| Germany Album Chart     | IFPI         | Platina     | 200 000    |
| Hungary Album Chart     | MAHASZ       | Platina     | 15 000     |
| Ireland Album Chart     | IRMA         | 2x Platina  | 60 000     |
| Mexico Album Chart      | AMPROFON     | Platina     | 150 000    |
| Netherlands Album Chart | NVPI         | Zlato       | 30 000     |
| Switzerland Album Chart | IFPI         | Platina     | 30 000     |
| UK Album Chart          | BPI          | Platina     | 300 000+   |
| Europe Album Chart      | IFPI         | Platin      | 1 000 000+ |
| US Album Chart          | RIAA         | Platina     | 1 700 000  |